# Siphona antennalis
Siphona antennalis là một loài ruồi trong họ Tachinidae.